# Wysokość boczna
Wysokość boczna – pionowa odległość pomiędzy górną krawędzią stępki płaskiej lub punktu zetknięcia się wewnętrznej powierzchni poszycia ze stępką belkową, a górną krawędzią pokładnika pokładu przy burcie statku, mierzona w połowie długości między pionami statku (na owrężu).
W przypadku statków, w których połączenie pokładu górnego i burty jest zaokrąglone, wysokość mierzy się od punktu przecięcia się teoretycznych linii przedłużenia pokładu górnego i burty.